# 野球ニュージーランド代表
野球ニュージーランド代表（やきゅうニュージーランドだいひょう）は、ニュージーランドにおける野球のナショナルチームである。WBSCオセアニアに加盟している。
愛称はダイヤモンドブラックス (Diamond Blacks)。

## 歴史
2007年、北京オリンピック野球のオセアニア予選でオーストラリア代表との世界最終予選への出場権を争う予定であったが、結局参加を取りやめ、オーストラリア代表のオセアニア予選免除という形になった。
2012年11月に、第3回WBC予選に出場した。フィリピンとタイに勝利。しかし、チャイニーズタイペイに0-9で敗れ、本戦出場できなかった。
2014年に、清水直行が統括コーチに就任した。7月31日にメキシコで開催された15U世界野球選手権大会に出場した。この大会では、3勝6敗で18チーム中15位の成績を記録した。8月13日に開催された12Uカル・リプケン野球世界大会に出場した。この大会では、4戦全敗で最下位の成績を記録した。
2016年2月に、第4回WBC予選に出場した。フィリピンに勝利。しかし、敗者復活2回戦で南アフリカに敗れ、本戦出場できなかった。
2022年9月の第5回WBCには予選B組に参加予定。

## 特徴
試合前には他のスポーツ・ニュージーランド代表と同じ様に、ハカ（マオリのダンス）を踊る。競技人口はわずか2000人程度である。野球認知が課題である。
ニュージーランドの元首相であるジョン・キーの息子も野球をやっており、第3回WBC予選敗退後には、「このままでは終われない」とコメントを残した。
ニュージーランド国内にはつい最近までプロ野球チームはなかったため、代表チームはアマチュアとマイナーリーガーが混合で構成される。

## 国際大会

### ワールド・ベースボール・クラシック
| 回 | 年   | 開催地                                                                       | 順位   |
| -- | ---- | ---------------------------------------------------------------------------- | ------ |
| 1  | 2006 | アメリカ合衆国の旗 · 日本の旗 · プエルトリコの旗                             | 不参加 |
| 2  | 2009 | アメリカ合衆国の旗 · 日本の旗 · プエルトリコの旗 · メキシコの旗 · カナダの旗 | 不参加 |
| 3  | 2013 | アメリカ合衆国の旗 · 日本の旗 · プエルトリコの旗 · 中華民国の旗              | 不参加 |
| 4  | 2017 | アメリカ合衆国の旗 · 日本の旗 · 大韓民国の旗 · メキシコの旗                  | 不参加 |
| 5  | 2023 | アメリカ合衆国の旗 · 日本の旗 · 中華民国の旗                                 | 不参加 |
| 6  | 2026 | アメリカ合衆国の旗 · 日本の旗 · プエルトリコの旗                             | 不参加 |

### オリンピック
| 回 | 年   | 開催地       | 順位     |
| -- | ---- | ------------ | -------- |
| 26 | 1992 | バルセロナ   | 予選敗退 |
| 27 | 1996 | アトランタ   | 予選敗退 |
| 28 | 2000 | シドニー     | 予選敗退 |
| 29 | 2004 | アテネ       | 予選敗退 |
| 30 | 2008 | 北京         | 予選敗退 |
| 33 | 2021 | 東京         | 予選敗退 |
| 35 | 2028 | ロサンゼルス |          |

### WBSCプレミア12
| 回 | 年   | 開催地                                                | 順位         |
| -- | ---- | ----------------------------------------------------- | ------------ |
| 1  | 2015 | 日本の旗 · 中華民国の旗                               | 参加資格無し |
| 2  | 2019 | 日本の旗 · 中華民国の旗 · 大韓民国の旗 · メキシコの旗 | 参加資格無し |
| 3  | 2024 | 日本の旗 · 中華民国の旗 · メキシコの旗                | 参加資格無し |
| 4  | 2027 |                                                       |              |

### APC（オセアニア大会）
- 2012年 - 初勝利を挙げる

## 主な代表選手
- 2013 ワールド・ベースボール・クラシック・ニュージーランド代表
- 2017 ワールド・ベースボール・クラシック・ニュージーランド代表
- 2023 ワールド・ベースボール・クラシック・ニュージーランド代表